# 张和平 (1965年)
张和平（1965年2月—），内蒙古农业大学教授，长期从事乳酸菌与乳制品领域的研究工作，著有《现代乳品工业手册》。张和平还担任过中国人民政治协商会议内蒙古自治区委员会常委。

## 荣誉
- 中国全国先进工作者
- 长江学者特聘教授
- 中国国家杰出青年科学基金获得者
- 中国国家万人计划科技创新领军人才[2]